# Dustin Hoffman
Dustin Lee Hoffman (Los Angeles, 8 agosto 1937) è un attore statunitense.
Nel 1967, Il laureato di Mike Nichols lo trasforma nel giro di pochi mesi da caratterista sconosciuto a divo candidato all'Oscar, che segnerà gli anni settanta con alcune intense e significative interpretazioni. Attore versatile, "sobrio, flemmatico, energico", passa con disinvoltura dal thriller (Cane di paglia, 1971, Il maratoneta, 1976) alla commedia (Tootsie, 1982), dal genere realistico di denuncia (Un uomo da marciapiede, 1969) al film politico (Tutti gli uomini del presidente, 1975), da quello d'avventura (Papillon, 1973) a quello fantastico (Hook - Capitan Uncino, 1991).
Nella lunga carriera ha tratteggiato personaggi di forte drammaticità e complessità "con i quali attraversa più di trent'anni di cinema americano": da Il piccolo grande uomo (1970) di Arthur Penn al marito mite di Cane di paglia (1971) di Sam Peckinpah, dal padre in lotta per la custodia del figlio di Kramer contro Kramer (1979), fino allo struggente Raymond, l'autistico di Rain Man - L'uomo della pioggia (1988). Per questi ultimi due film ottiene l'Oscar al miglior attore, mentre nel 1996 riceve a Venezia il Leone d'oro alla carriera.

## Biografia
Hoffman nasce a Los Angeles, in California, l'8 agosto del 1937 in una famiglia ebraica aschenazita di origini ucraine e rumene, figlio di Harry Hoffman (1908-1988), un rappresentante di mobili, in passato allestitore di scenografie presso la Columbia Pictures, e di Lillian Gold (1909-1981), una pianista jazz. Il cognome della famiglia paterna, originariamente, era Goikhman (Гойхман), successivamente cambiato in Hoffman. L'attore venne chiamato Dustin in omaggio all'attore, attivo durante l'era del cinema muto, Dustin Farnum. Hoffman non ricevette alcun tipo di educazione religiosa in famiglia, al punto da dichiarare di aver "scoperto" di essere ebreo soltanto all'età di 10 anni.
Abbandonati gli studi di medicina, si trasferisce a New York per studiare recitazione, dove si esibisce con gli allora giovani Gene Hackman e Robert Duvall. Tra gli anni cinquanta e sessanta lavora a Broadway in modeste produzioni (la prima fu Yes Is for a Very Young Man), e s'iscrive all'Actors Studio.

### Il successo

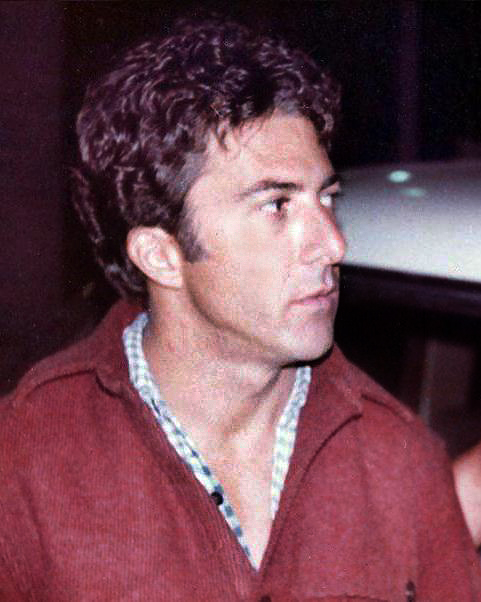
Dustin Hoffman a Fort Lauderdale, in Florida, sul set di Lenny (1974)

Il suo esordio sul grande schermo arriva nel 1967 con il film Il laureato di Mike Nichols, grazie al quale riceve la sua prima candidatura all'Oscar e al Golden Globe come miglior attore protagonista, vincendo quest'ultimo come miglior attore esordiente. Il film successivo vale all'attore la fama internazionale, interpretando Salvatore Rizzo, uno zoppo e malato di tubercolosi in Un uomo da marciapiede, accanto a Jon Voight. Oltre al successo mondiale, l'attore riceverà il David di Donatello come miglior attore straniero, e nuovamente la nomination al Golden Globe e all'Oscar. Successivamente ha interpretato il thriller Cane di paglia (1971), il western Il piccolo grande uomo e le commedie John e Mary (1968) e Chi è Harry Kellerman e perché parla male di me?, dove ha dimostrato di essere un attore versatile e dotato di grande talento.

### Anni settanta e ottanta

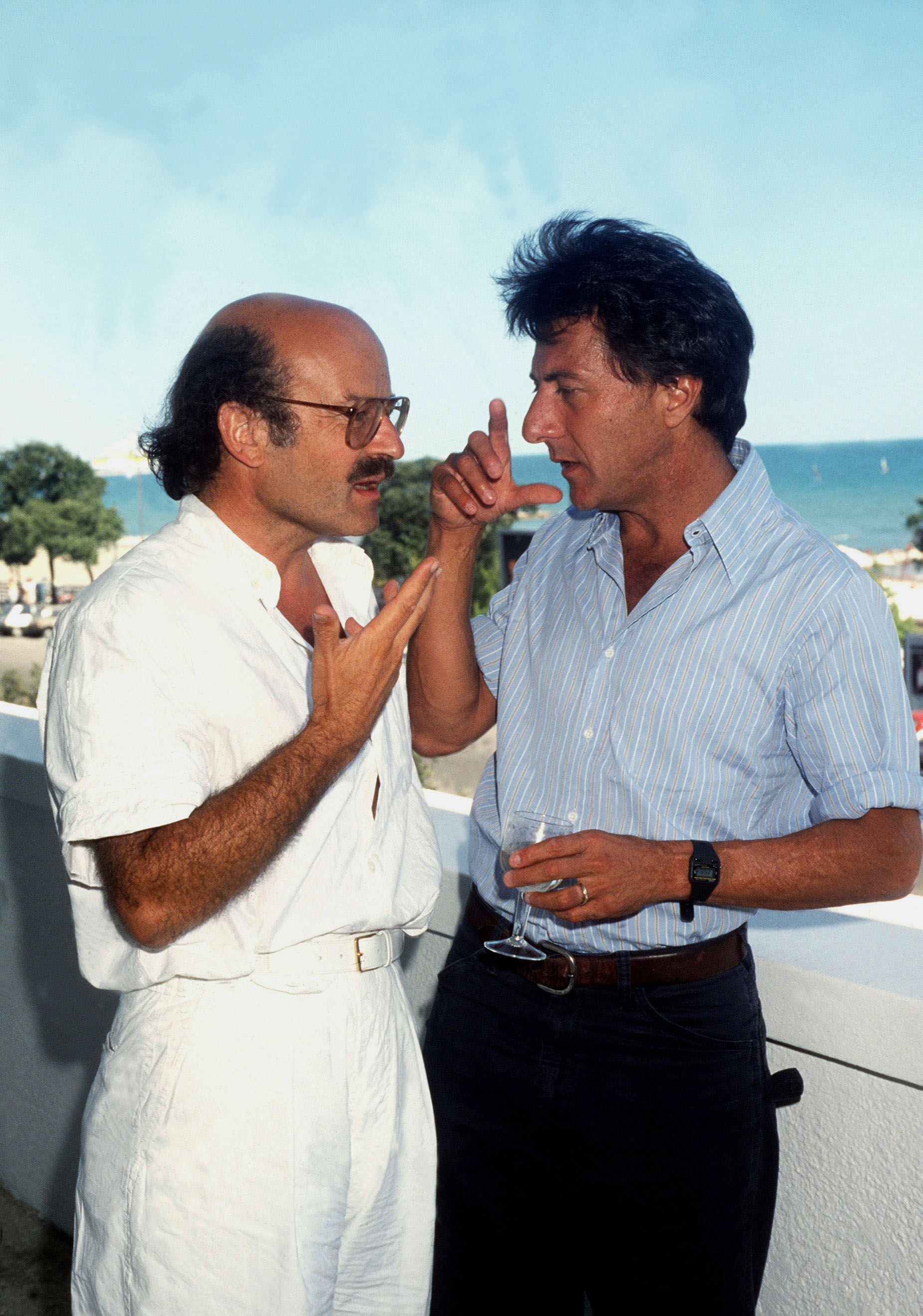
Dustin Hoffman con il regista Volker Schlöndorff alla 41ª Mostra internazionale d'arte cinematografica di Venezia (1984)

Dopo una parentesi in Italia nell'ultimo film di Pietro Germi, Alfredo Alfredo (1972), torna negli Stati Uniti per recitare accanto a Steve McQueen in Papillon (1973), dove viene raccontata la storia dell'ergastolano Henri Charrière detto Papillon. L'anno dopo, 1974, viene nuovamente candidato sia all'Oscar sia al Golden Globe per l'interpretazione del comico Lenny Bruce in Lenny; ma Hoffman, anche stavolta, risulta battuto prima da Jack Nicholson con Chinatown e poi da Art Carney con Harry e Tonto.
Dopo un periodo di pausa torna sul grande schermo con il film Tutti gli uomini del presidente (1976), dove interpreta, accanto a Robert Redford, Carl Bernstein, il giornalista che lanciò il famoso scandalo Watergate. Il film ha uno strepitoso successo sia di pubblico sia di critica, e si guadagna otto candidature all'Oscar (tra cui, miglior film e miglior regia) e vincendone quattro. Vince l'Oscar nel 1980, grazie alla sua performance nei panni di Ted, marito di Joanna (Meryl Streep) in Kramer contro Kramer, storia di una crisi coniugale che sfocia in una pesante battaglia giudiziaria per l'affidamento del figlio Bill.
Dopo la vittoria dell'Oscar Hoffman decide di prendersi un lungo periodo di pausa, per poi tornare con uno strepitoso successo Tootsie (1982) di Sydney Pollack, dove interpreta l'attore Michael Dorsey che, disoccupato da tempo, per avere una scrittura, si finge donna. Il film riceverà 10 candidature agli Oscar del 1983, tra cui: «miglior film», «miglior regia», «miglior attore» (quarta candidatura per Hoffman), «miglior attrice non protagonista» e «miglior sceneggiatura originale», vincendone solamente uno per la «miglior attrice non protagonista» (Jessica Lange). Tra il 1982 e il 1987, rimane fuori dalle scene, eccezion fatta per il film televisivo Morte di un commesso viaggiatore (1985) tratto dall'omonimo dramma teatrale. Il suo ritorno al cinema avviene con la commedia Ishtar insieme con Warren Beatty; ma il film risulta un fiasco al botteghino per i 14 milioni incassati a fronte dei 55 spesi.
L'anno seguente vince la sua seconda statuetta all'Academy per la sua interpretazione in Rain Man - L'uomo della pioggia accanto a Tom Cruise. Il film parla della storia di Charlie Babbitt (Cruise), imprenditore e venditore di Lamborghini e Ferrari, che scopre di avere un fratello affetto da autismo, Raymond (Hoffman). Oltre all'Oscar, Hoffman riceve anche il Golden Globe e il David di Donatello come miglior attore protagonista. L'anno successivo recita al fianco di Sean Connery e Matthew Broderick nella commedia Sono affari di famiglia di Sidney Lumet, dove interpreta il figlio di un famoso criminale (Sean Connery), che vuole incoraggiare sia il figlio sia il nipote (Matthew Broderick) a seguire le sue orme.

### Anni novanta e duemila

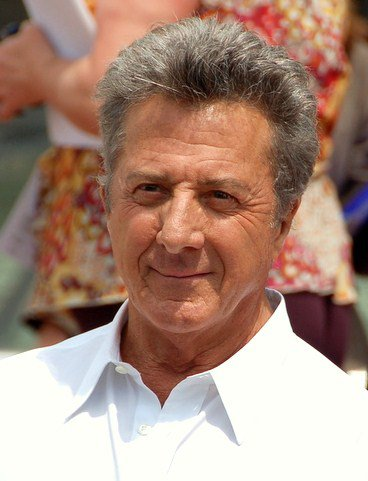
Dustin Hoffman al Festival di Cannes 2008

Negli anni novanta Hoffmann partecipa a numerose produzioni: mostra doti di talento istrionico dietro la maschera in Dick Tracy (1990), è protagonista in Billy Bathgate - A scuola di gangster a fianco di Nicole Kidman (1991), in Hook - Capitan Uncino (1991, di Steven Spielberg), nel ruolo del capitano Giacomo Uncino, e in Virus letale (1995, di Wolfgang Petersen). Anche nelle partecipazioni in ruoli brevi o marginali si distingue sempre per la incisiva caratterizzazione dei personaggi, come nell'apparizione della Coscienza, fulminea e determinante, in Giovanna d'Arco (1999).
Sul finire del decennio continua la proficua collaborazione con Barry Levinson, duettando con De Niro nella commedia a sfondo politico Sesso & potere (1997) e nel controverso Sfera (1997). Nel 2003 recita in Confidence - La truffa perfetta e La giuria, in un memorabile duetto con Gene Hackman.
Nel 2009 è stato il protagonista dello spot pubblicitario della Regione Marche: con l'occasione gli è stata conferita la cittadinanza onoraria di Ascoli Piceno, città in cui visse alcuni mesi quando vi girò Alfredo Alfredo. Inizialmente escluso dal progetto, Dustin Hoffman ritorna nel ruolo del padre di Greg in Vi presento i nostri. L'attore appare in scene aggiuntive che sono state girate a settembre 2010.

### Anni duemiladieci e duemilaventi
Nel 2012, all'età di 75 anni, esordisce dietro la macchina da presa dirigendo Quartet, con un cast di stelle come Maggie Smith, Tom Courtenay e Michael Gambon. Due anni dopo, è il co-protagonista del film Chef - La ricetta perfetta di Jon Favreau.
Tra il dicembre 2023 e luglio 2024 è impegnato come attore protagonista nelle riprese in corso a Lucca del nuovo film di Peter Greenaway, ancora senza titolo, che verrà presentato al festival di Cannes nel 2025.

### Vita privata

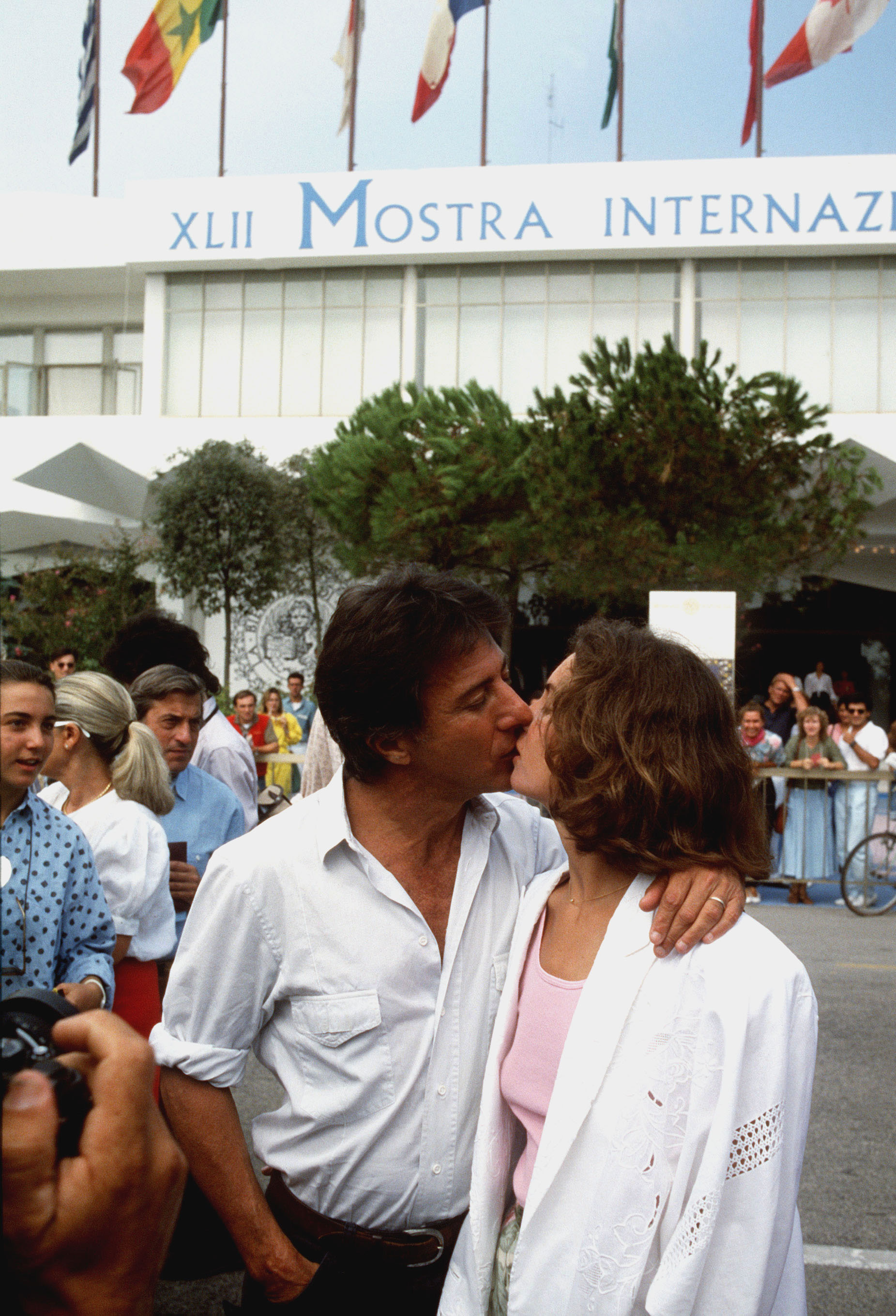
Dustin Hoffman con la moglie Lisa Gottsegen alla 42 Mostra internazionale d'arte cinematografica di Venezia (1989)

Hoffman ha sposato l'attrice Anne Byrne nel maggio 1969. La coppia ha avuto una figlia, Jenna, nata nel 1970, e ha anche adottato una figlia, Karina, nata nel 1966. I due hanno divorziato nel 1980. Nell'ottobre 1980 ha sposato in seconde nozze l'imprenditrice Lisa Gottsegen, dalla quale ha avuto quattro figli: Jake (1981), Rebecca (1983), Max (1984) e Alexandra (1987).
Nel 2016 partecipa come guest star, insieme a Mia Farrow, nel 10º episodio della 3ª stagione di Finding Your Roots, serie televisiva documentaristica della PBS; durante la puntata scopre che negli anni trenta i suoi bisnonni paterni, Sam e Libba Hoffman, erano in pericolo a causa di pogrom antisemiti che si stavano scatenando in Russia per mano dei bolscevichi (cfr. Stalinismo e Grandi purghe). Il nonno di Dustin, Frank Hoffman, era tornato nella sua terra natale nel tentativo di salvare i propri genitori, ma venne incarcerato e ucciso dagli agenti della Čeka, il primo dei servizi segreti sovietici. Sam, il bisnonno di Dustin, subì la stessa sorte pochi mesi dopo la morte del figlio Frank. Libba Hoffman venne deportata in un campo di concentramento sovietico, ma riuscì nonostante tutto a sopravvivere ed emigrò in Argentina, facendosi poi strada verso gli Stati Uniti. Hoffman ha dichiarato che apprendere i dettagli di questa storia nel 2016 lo ha fatto sentire più vicino alle sue radici ebraiche.
Nel novembre 2017, in seguito allo scandalo sessuale che ha colpito il produttore Harvey Weinstein, viene accusato di aver molestato una stagista di 17 anni nel 1985 sul set del film Morte di un commesso viaggiatore, e una scrittrice nel 1991 durante gli incontri per il possibile adattamento cinematografico di una commedia. Nuove accuse di molestie sessuali si sono aggiunte in seguito per dei fatti avvenuti negli anni ottanta.

## Riconoscimenti
- Premio Oscar
  - 1968 – Candidatura al miglior attore per Il laureato
  - 1970 – Candidatura al miglior attore per Un uomo da marciapiede
  - 1975 – Candidatura al miglior attore per Lenny
  - 1980 – Miglior attore per Kramer contro Kramer
  - 1983 – Candidatura al miglior attore per Tootsie
  - 1989 – Miglior attore per Rain Man - L'uomo della pioggia
  - 1998 – Candidatura al miglior attore per Sesso & potere
- Golden Globe
  - 1968 – Candidatura al miglior attore in un film commedia o musicale per Il laureato
  - 1968 – Miglior attore debuttante per Il laureato
  - 1970 – Candidatura al miglior attore in un film drammatico per Un uomo da marciapiede
  - 1970 – Candidatura al miglior attore in un film commedia o musicale per John e Mary
  - 1975 – Candidatura al miglior attore in un film drammatico per Lenny
  - 1977 – Candidatura al miglior attore in un film drammatico per Il maratoneta
  - 1980 – Miglior attore in un film drammatico per Kramer contro Kramer
  - 1983 – Miglior attore in un film commedia o musicale per Tootsie
  - 1986 – Miglior attore in una mini-serie o film per la televisione per Morte di un commesso viaggiatore
  - 1989 – Miglior attore in un film drammatico per Rain Man – L'uomo della pioggia
  - 1992 – Candidatura al miglior attore in un film commedia o musicale per Hook - Capitan Uncino
  - 1997 – Golden Globe alla carriera (premio Cecil B. DeMille)
  - 1998 – Candidatura al miglior attore in un film commedia o musicale per Sesso & potere
  - 2009 – Candidatura al miglior attore in un film commedia o musicale per Oggi è già domani
- Festival di Venezia
  - 1996 – Leone d'oro alla carriera
- David di Donatello
  - 1970 – Miglior attore straniero per Un uomo da marciapiede
  - 1977 – Miglior attore straniero per Il maratoneta
  - 1980 – Miglior attore straniero per Kramer contro Kramer
  - 1983 – Candidatura al miglior attore straniero per Tootsie
  - 1989 – Miglior attore straniero per Rain Man – L'uomo della pioggia

(Dustin Hoffman è l'attore che ha vinto il maggior numero di David di Donatello per il miglior attore straniero conquistandone quattro)
- Premio BAFTA
  - 1970 – Miglior attore protagonista per John e Mary
  - 1970 – Miglior attore protagonista per Un uomo da marciapiede
  - 1976 – Candidatura al miglior attore protagonista per Lenny
  - 1977 – Candidatura al miglior attore protagonista per Il maratoneta
  - 1977 – Candidatura al miglior attore protagonista per Tutti gli uomini del presidente
  - 1981 – Candidatura al miglior attore protagonista per Kramer contro Kramer
  - 1983 – Miglior attore protagonista per Tootsie
  - 1990 – Candidatura al miglior attore protagonista per Rain Man – L'uomo della pioggia
- Kansas City Film Critics Circle Awards
  - 1980 – Miglior attore protagonista per Kramer contro Kramer (1979)
- New York Film Critics Circle Awards
  - 1979 – Miglior attore protagonista per Kramer contro Kramer (1979)
- Los Angeles Film Critics Association Awards
  - 1979 – Miglior attore protagonista per Kramer contro Kramer (1979)
- Fotogrammi d'argento
  - 1981 – Candidatura al miglior attore straniero per Kramer contro Kramer (1979)
- National Society of Film Critics Awards
  - 1980 – Miglior attore protagonista per Kramer contro Kramer (1979)
- MTV Movie Awards
  - 2005: – Miglior performance comica per Mi presenti i tuoi? (2004)
- Primetime Emmy Awards
  - 1986 - Migliore attore protagonista in una miniserie o film - Morte di un commesso viaggiatore

## Doppiatori italiani
Nelle versioni in italiano delle opere in cui ha recitato, Dustin Hoffman è stato doppiato da:
- Giorgio Lopez in Sleepers, Sesso & potere, Giovanna d'Arco, Curb Your Enthusiasm, Moonlight Mile - Voglia di ricominciare, Confidence - La truffa perfetta, La giuria, Mi presenti i tuoi?, Lemony Snicket - Una serie di sfortunati eventi, The Lost City, Profumo - Storia di un assassino, L'amore non va in vacanza, Vero come la finzione, Mr. Magorium e la bottega delle meraviglie, La versione di Barney, Vi presento i nostri, Luck, Chef - La ricetta perfetta, L'ottava nota - Boychoir, Mr Cobbler e la bottega magica, The Program, The Meyerowitz Stories, L'uomo del labirinto
- Ferruccio Amendola in Un uomo da marciapiede, Il piccolo grande uomo, Chi è Harry Kellerman e perché parla male di me?, Cane di paglia, Alfredo Alfredo, Papillon, Tutti gli uomini del presidente, Vigilato speciale, Il segreto di Agatha Christie, Kramer contro Kramer, Tootsie, Morte di un commesso viaggiatore, Ishtar, Rain Man - L'uomo della pioggia, Sono affari di famiglia, Billy Bathgate - A scuola di gangster, Hook - Capitan Uncino, Eroe per caso, Virus letale, American Buffalo, Mad City - Assalto alla notizia, Sfera
- Gino La Monica ne Il laureato, John e Mary, Sam & Kate
- Michele Gammino in Dick Tracy, Oggi è già domani, Una seconda occasione
- Oreste Rizzini in Neverland - Un sogno per la vita, I Heart Huckabees - Le strane coincidenze della vita
- Pino Locchi in Un dollaro per 7 vigliacchi
- Gigi Proietti in Lenny
- Giancarlo Giannini ne Il maratoneta
- Stefano De Sando ne I Medici
- Carlo Reali in Spielberg[27]
- Oliviero Dinelli in Megalopolis
- Teo Bellia in Mr Cobbler e la bottega magica (ridoppiaggio)

Da doppiatore è sostituito da:
- Eros Pagni in Kung Fu Panda, I segreti dei cinque cicloni, La festività di Kung Fu Panda, Kung Fu Panda 2, Kung Fu Panda - I segreti dei maestri, Kung Fu Panda 3
- Carlo Valli in Kung Fu Panda - I segreti della pergamena, Kung Fu Panda 4
- Fabrizio Pucci ne I Simpson
- Giorgio Lopez in Striscia, una zebra alla riscossa
- Toni Garrani in Le avventure del topino Despereaux